# 京泰高速动车组列车 (北京至泰州)
京泰高速动车组列车是中国铁路运行于首都北京市北京南站至江苏省泰州市泰州站间的高速动车组列车，途经北京市、天津市、河北省、山东省、江苏省三省二市，现每天开行1对列车，列车客运乘务由上海局集团担当。

## 历史
2021年1月20日，配合连镇客运专线通车，新增北京南~泰州G881/882次列车。
2021年6月25日，京沪高铁运行图重排，经过重新编排后安排北京南~泰州G2573/2590次、G2577/2584次计2对高速动车组列车。
2025年1月5日，全国铁路运行图调整，原北京南~泰州G2573/2590次列车调整至横店站始发终到。

## 使用列车
本对列车使用配属上海局集团徐州东动车运用所的CRH380BL。